# 纳瓦加姆盖德
纳瓦加姆盖德（NavagamGhed），是印度古吉拉特邦Jamnagar县的一个城镇。总人口39483（2001年）。

## 人口
该地2001年总人口39483人，其中男性20706人，女性18777人；0—6岁人口4692人，其中男2573人，女2119人；识字率72.29%，其中男性为77.38%，女性为66.68%。